# Гуттен-Чапский, Кароль Юзеф
Кароль Юзеф Патриций Игнацы Клеменс Иероним Гуттен-Чапский (1778—1836) — польский аристократ и политический деятель.

## Биография
Представитель польского дворянского рода Гуттен-Чапских герба «Лелива». Старший сын последнего воеводы хелминского Франтишека Станислава Костки Гуттен-Чапского (1725—1802) от второго брака с Вероникой Иоанной Радзивилл. Младший брат — полковник Станислав Гуттен-Чапский (1779—1844).
Учился в Виленском пиарском коллегиуме, затем в Варшаве. Служил камергером при последнем польском короле Станиславе Августе Понятовском. Являлся почётным куратором (попечителем) школ Слуцкого повета.
В 1812 году во время Отечественной войны после отступления русской армии Кароль Гуттен-Чапский вошёл в состав созданной в Минске комиссии временного управления, затем стал директором отдела администрации Минского департамента. После разгрома французской армии вынужден был эмигрировать, доставил в Краков кассу Временного правительства Великого княжества Литовского. После амнистии вернулся в Белоруссию. В 1808 и 1816 годах дважды избирался маршалком (предводителем) дворянства Минского уезда.
Член масонской ложи «Счастливое освобождение» в Несвиже и почётный член ложи «Совершенное единство» в Вильно. В 1820 году вошел в состав Образовательной комиссии в Вильно.
Владел имениями в Минском и Ошмянском уездах.

## Семья
Был женат на Фабиане Михайловне Обухович (1794—1876), дочери последнего каштеляна минского Михаила Обуховича (ок. 1760—1818) и Франциски Ржевуской.
Дети:
- Мария Салезия Гутте-Чапская (1818—1897)
- Адам Юзеф Эразм Гуттен-Чапский (1819—1883)
- Эмерик Захарьяш Николай Северин фон Гуттен-Чапский (1828—1896), Новгородский и Санкт-Петербургский вице-губернатор
- Игнацы Гуттен-Чапский (1832—1877)